# قائمة أنواع السفن الحربية القديمة

## القائمة
| الاسم    | العصر | الاستخدامات | الوصف | الملاحظات |
| -------- | ----- | ----------- | --- | --------- |
| القباق   |       |             | القباق أو الغليون هو أكبر أنواع السفن البحرية القديمة حجماً ويحمل إلى مائة وستة وثلاثين مدفعاً كبيراً وصغيراً ومن الجنود حوالي الألف ويحل محلها الآن "البارجة".:209 |           |
| الفرقاطة |       |             | الفرقاطة أو الفرقطون هي التي تلي القباق من أنواع السفن الحربية القديمة وتحمل إلى 64 مدفعاً كبيرا وصغيرا ومن الجنود حوالي خمسمائة ويحل محلها الآن "الطراد".:209   |           |
| القرويت  |       |             | القرويت هو مركب حربي أقل من الفرقاطة وأكبر من الإبريق ويحمل من اثنين وعشرين مدفعاً إلى خمسة وأربعين مدفعاً كبيراً وصغيراً ومن الجنود حوالي مائتين.:209              |           |
| الغولت   |       |             | الغولت هو مركب حربي ذو صاريتين وهو ضيق وطويل وسريع السير ويحمل اثنين وعشرين مدفعاً صغيراً ومن الجنود حوالي مائة.:209                                              |           |
| الإبريق  |       |             | الإبريق هو مركب حربي له صاريان مربعان ويحمل ثمانية عشر أو ستة عشر مدفعاً صغيراً ومن الجنود حوالي مائة ويحل محل الإبريق والغولت والقرويت الآن الحراقة.:209         |           |
| الكوتر   |       |             | هو زورق كبير سريع ومسلح ويحمل إلى اثني عشر مدفعاً صغيراً ومن الجنود من الثلاثين إلى الخمسين.:209                                                                  |           |